# Ultra Fractal
Ultra Fractal — программа, позволяющая создавать изображения фрактальных множеств, а также выполнять их анимацию. Процесс построения изображений определяется набором алгоритмов, описывающих разновидности визуализируемых фракталов, методы их раскраски и применяемые к ним трансформации.
Указанные алгоритмы представляются в виде текстовых файлов, написанных на специальном языке программирования, поддерживающем такие базовые конструкции как массивы, функции, циклы и классы. Такая модульная архитектура позволяет пользователю не только использовать кем-то уже созданные алгоритмы, но и создавать собственные. На сайте программы существуют разделы, предназначенные для помощи пользователям в обмене алгоритмами и получении ответов на интересующие их вопросы.
Уникальность создаваемых изображений обеспечивается благодаря наличию у алгоритмов набора параметров, с помощью которых можно управлять расположением фрактала, точностью расчётов, количеством итераций и многим другим. Одним из примеров такой настройки является изменение коэффициентов градиентной заливки, напрямую определяющее цветовую гамму создаваемого изображения.
Аналогично программе Adobe Photoshop, Ultra Fractal умеет работать с альфа-каналами, слоями и масками, что позволяет легко комбинировать различные фрагменты изображений.
Одной из отличительных особенностей данной программы является её интерактивность. Любое изменение параметров фрактала немедленно инициирует перерисовку изображения в окне предварительного просмотра. Однако, помимо быстрого предпросмотра, в программе также реализованы и алгоритмы рендера в файл, использующие преимущества анти-альясинга и распределённых вычислений.